# Bunkier w Oliwie
Bunkier w Oliwie este o arie protejată (sit de importanță comunitară — SCI) din Polonia întinsă pe o suprafață de 0,13 ha, integral pe uscat.

## Localizare
Centrul sitului Bunkier w Oliwie este situat la coordonatele 54°24′21″N 18°33′05″E / 54.4058°N 18.5515°E.

## Înființare
Situl Bunkier w Oliwie a fost declarat sit de importanță comunitară în martie 2007 pentru a proteja 1 specie de animale.

## Biodiversitate
Situată în ecoregiunea continentală, aria protejată nu include niciun habitat protejat.
La baza desemnării sitului se află o specie protejată de  mamifere: liliac comun (Myotis myotis).